# West Greenwich
West Greenwich – miasto w Stanach Zjednoczonych, w stanie Rhode Island, w hrabstwie Kent.